# Mycetina idahoensis
Mycetina idahoensis is een keversoort uit de familie zwamkevers (Endomychidae). De wetenschappelijke naam van de soort werd in 1907 gepubliceerd door Henry Clinton Fall.